# Myxexoristops neurotomae
Myxexoristops neurotomae är en tvåvingeart som först beskrevs av Sellers 1943.  Myxexoristops neurotomae ingår i släktet Myxexoristops och familjen parasitflugor. Inga underarter finns listade i Catalogue of Life.